# NGC 1128
NGC 1128 je galaksija u zviježđu Kit.

## Vanjske poveznice
- SEDS: NGC 1128